# الحصن (القطن)

تعديل مصدري - تعديل

الحصن هي إحدى قرى عزلة القطن بمديرية القطن التابعة لمحافظة حضرموت، بلغ تعداد سكانها 122 نسمة حسب تعداد اليمن لعام 2004.